# Duszpasterstwo Rodzin
Duszpasterstwo Rodzin – dział duszpasterstwa w Kościele katolickim, którego działanie koncentruje się wokół rodziny jako podstawowej komórki Kościoła.

## Pojęcie
W Polsce pod tym pojęciem można rozumieć dwie rzeczywistości:
- Istniejące i działające struktury kościelne (Komisja Episkopatu Polski do spraw Rodziny, diecezjalne, rejonowe, dekanalne i parafialne duszpasterstwo rodzin);
- Działalność dla dobra rodziny w ramach szeroko pojętego duszpasterstwa.

## Zadania
- obrona życia od poczęcia aż do naturalnej śmierci
- wychowanie dzieci i młodzieży do życia w rodzinie
- wieloetapowe przygotowanie do małżeństwa
- poradnictwo życia rodzinnego
- opieka nad młodymi małżeństwami
- pomoc małżeństwom i rodzinom będącym w kryzysach
- tworzenie wspólnot rodzin